# Ernie Bond
Ernest James „Ernie“ Bond (* 4. Mai 1929 in Preston) ist ein ehemaliger englischer Fußballspieler. Als Linksaußen gewann er 1952 mit Manchester United die englische Meisterschaft. Im direkten Anschluss war er sieben Jahre für Carlisle United aktiv, das in der dritten und ab 1958 in der vierten Liga spielte.

## Sportlicher Werdegang
Bond war zunächst im Amateurfußball für Leyland Motors aktiv, bevor er im Dezember 1950 einen Profivertrag bei Manchester United unterzeichnete. Das Debüt für den Erstligisten folgte am 18. August 1951 beim 3:3 gegen West Bromwich Albion. Knapp zwei Monate später steuerte er zum 5:2-Sieg gegen Aston Villa das erste eigene Tor bei. Bis zum Abschluss der Saison 1951/52 gelangen ihm vier Treffer in 20 Ligaspielen und Bond war als Linksaußen fester Bestandteil einer Stürmerreihe mit Jack Rowley, Johnny Downie und Stan Pearson. Der Erfolg war jedoch schnell vergänglich und nach nur einem torlosen Remis gegen den FC Arsenal zu Beginn der Spielzeit 1952/53 wechselte Bond im September 1952 weiter zum Drittligisten Carlisle United. 
Sechs Jahre spielte Bond in der dritten Liga. Er zeichnete sich durch eine hohe Konstanz in seinen Leistungen aus und zu seinen Mannschaftskameraden in der Offensive zählten Alan Ashman, Jimmy Whitehouse und Billy Hogan, dazu in der Abwehrmitte Geoff Twentyman, der 1953 nach Liverpool wechselte. Nach Ablauf der Saison 1957/58 stieg Bond mit Carlisle in die neu gegründete Fourth Division ab. Dort absolvierte noch einmal neun Partien in der Spielzeit 1958/59, bevor er den Verein verließ. Während seiner Zeit in Carlisle hatte Bond in 206 Pflichtspielen 27 Tore geschossen. Letzte bekannte Station war danach im schottischen Dumfries der Klub Queen of the South.

## Titel/Auszeichnungen
- Englischer Meister: 1952